# Velika Babina Gora
Velika Babina Gora is een plaats in de gemeente Đulovac in de Kroatische provincie Bjelovar-Bilogora. De plaats telt 94 inwoners (2001).